# Новая Голландия
Но́вая Голла́ндия — остров в Адмиралтейском районе Санкт-Петербурга, ограниченный рекой Мойкой, Крюковым и Адмиралтейским каналами. Кроме того, Новая Голландия — один из старейших утилитарных ансамблей города. Площадь острова — 7,8 га.

## История
Новая Голландия — два рукотворных острова в дельте Невы. Они возникли в результате того, что в 1719 году между Невой и рекой Мойкой для нужд судостроителей были прорыты два канала: Крюков и Адмиралтейский. Авторство названия получившегося острова из двух половинок легенда приписывает Петру I (считается, что он любил здесь отдыхать, и для него были построен домик и вырыт пруд). Название было самым подходящим, поскольку первоначально «голландией» в Санкт-Петербурге называлось место около Адмиралтейства, где были устроены склады корабельного леса для верфей, хранимого по голландскому способу — вертикально на торцах. После прорытия каналов склады были перенесены на образовавшийся остров, а сам остров получил название «Новая Голландия».
В 1732 году Адмиралтейство поручило архитектору Ивану Коробову построить сеть бассейнов (в частности, Адмиралтейский канал) и ряд складов по периметру острова для нужд судостроителей Галерной верфи. Большая часть территории острова была застроена сараями, в которых хранился корабельный лес, инструменты и различные приспособления для строительства и ремонта судов. С течением времени места стало не хватать, и в 1763 году было решено провести комплексную реконструкцию острова с заменой всех построек на каменные. В основу нового складского комплекса был положен проект С. И. Чевакинского для сушки леса не в штабелях, а в вертикальном положении («конусами»), таким образом удалось увеличить вместимость складских помещений и избежать гниения дерева.
Здания были построены из красного кирпича и лишены обычной для того времени штукатурной отделки. Когда в 1788 году было прекращено строительство по предыдущему проекту, к работам привлекли французского архитектора Жана-Батиста Валлен-Деламота. Отделку фасадов производили уже в соответствии с его проектом (фасады складов выполнены в виде аркады из полукруглых проёмов-дверей). Ему же принадлежит идея знаменитой арки, переброшенной через канал, соединяющий внутренний бассейн («Ковш») с рекой Мойкой. Арка Новой Голландии построена в 1779—1787 годах. Её высота — 23 метра, а ширина пролёта — 8 с лишним метров. Архитектурная композиция соединяет образ древнеримской триумфальной арки, обрамлённой мощными сдвоенными гранитными трёхчетвертными колоннами тосканского ордера и «вставленным» в проём арки подобием «палладиева окна» с отрезками антаблемента. Мощь и одновременно изящество этого сооружения производит несколько суровое, но истинно монументальное впечатление. На стенах пилонов сделаны полуциркульные ниши с наличниками и замками с гирляндами из светлого камня, верхняя часть арки выделена профилированным поясом, замковым камнем и рельефной гирляндой, сделанными из светлого известняка. Проект арки был скорректирован военным инженером И. К. Герардом через два года после постройки (Герард обнаружил, что проектные размеры острова и каналов у Чевакинского и Валлен-Деламота не соответствуют реальности), в 1783 году конструкцию усиливал М. Н. Ветошников (фактически из-за второй русско-турецкой войны проект остался не до конца реализован).
В 1805—1808 годах А. Д. Захаров перестроил ряд зданий комплекса.
В 1823—1829 годах по проекту А. Е. Штауберта на западной стрелке острова было построено кольцеобразное в плане здание морской тюрьмы, которое автор называл арестантской башней, а в народе прозвали «бутылкой» (отсюда якобы пошло выражение «лезть в бутылку»).
Военный инженер М. А. Пасыпкин сделал попытку завершить ансамбль, построив в 1847 году у слияния каналов здание, угловая часть которого скруглена и украшена высоким проёмом, обрамлённым парами колонн; также он планировал построить длинный корпус вдоль Адмиралтейского канала, но проект не был реализован.
В 1894 году в Новой Голландии был построен опытовый бассейн, где в начале XX века проводил свои опыты русский кораблестроитель А. Н. Крылов, работавший над теорией непотопляемости корабля.
В годы Первой мировой войны в Новой Голландии оборудовали самую мощную на тот момент в России радиостанцию морского штаба, прославившуюся в том числе и тем, что с её помощью в ноябре 1917 большевики вели информационную войну с генералом П. И. Красновым. В советское время Новая Голландия была закрытой зоной, на её территории располагались склады Ленинградской военно-морской базы.
На начало XXI века комплекс состоял из нескольких десятков объектов, 11 из них — памятники федерального значения.

## Реконструкция
Архитектурные концепции преобразования комплекса в культурный центр существовали как минимум с 1989 года, когда был разработан проект В. Б. Фабрицкого.
В 2004 году администрации Санкт-Петербурга были переданы права на остров, после чего она объявила тендер на его реконструкцию.
До декабря 2004 года комплекс занимали службы Балтийского флота. 12 декабря все занимаемые военными объекты были переданы городу, и городские власти объявили, что ансамбль Новой Голландии будет выставлен на конкурс на лучшее архитектурное решение и лучший проект использования помещений комплекса.
24 декабря в «Новой Голландии» произошёл пожар, уничтоживший часть строений (выгорело около 3 тыс. м² складов). Пожар нанёс историческому острову серьёзный урон: большинство построек Новой Голландии пришло в плачевное состояние. Было заявлено, что инвестору позволят снести постройки конца XIX века, поскольку они не представляют большой ценности.
Ещё до объявления конкурса власти высказали ряд обязательных условий для претендентов:
- Создание на территории острова общественно-делового многофункционального комплекса, включающего в себя Дворец фестивалей площадью не менее 10 тыс. м².
- Участие в команде архитектора, входящего в рейтинг World Architecture 300 Survey и имеющего опыт работы с памятниками архитектуры.

### Первый архитектурный конкурс
Возможность принять участие в реконструкции Новой Голландии привлекла многих знаменитых архитекторов: Эрика ван Эгерата, Нормана Фостера, Майкла Циммермана. В объявленном конкурсе победил проект британского архитектора Фостера, предусматривающий создание на острове торговых и бизнес-площадей, а также возведение общественно-делового комплекса, включающего в себя Дворец фестивалей. В марте 2007 года этот проект получил первую премию в категории «Коммерческая и развлекательная недвижимость» на проходящей в Каннах выставке недвижимости MIPIM. Впервые на этом конкурсе за 17 лет его существования победил проект, предназначавшийся для России. Однако из-за сложностей с финансированием проект Фостера не был осуществлён.
Реализовать проект Фостера должно было ООО «СТ Новая Голландия», принадлежавшее Шалве Чигиринскому, но оно столкнулось со сложностями. В сентябре 2008 года стало известно что стоимость и сроки выполнения проекта выросли в два раза, в июле 2009 года проект был заморожен из-за ареста счетов Чигиринского, а в феврале 2010 года проект Фостера был признан нереалистичным и отправлен на доработку в управление «Моспроект-2» им. М. В. Посохина.

### Второй архитектурный конкурс
В октябре 2010 года был объявлен новый конкурс на реконструкцию острова, в котором победило ООО «Новая Голландия Девелопмент», входящее в группу компаний Millhouse LLC и принадлежащее Роману Абрамовичу. Согласно условиям выигранного тендера за 7 лет компания должна была вложить в реконструкцию острова 12 миллиардов рублей. Весной 2011 года компания ООО «Новая Голландия Девелопмент» совместно с Фондом «Айрис» и The Architecture Foundation объявила о начале конкурса архитектурных проектов для острова. Конкурс включал несколько условий для архитекторов:
- создать мультифункциональный культурный и коммерческий комплекс;
- разработать идею будущей роли острова в городской среде Санкт-Петербурга;
- наполнить проект всевозможными динамичными программами, серьёзной культурной составляющей, включить в проект гостиничный, культурный и развлекательный секторы, а также розничную торговлю;
- учитывать при разработке связь программы с существующей культурной инфраструктурой Санкт-Петербурга;
- разрабатывать проект для различных целевых аудиторий, включая петербуржцев, путешественников, предпринимателей и т. д.;
- использовать в проекте водное окружение острова;
- продумать транспортную и пешеходную логистику, связь между городом и островом;
- создать творческую концепцию сохранения богатого архитектурного наследия острова в рамках разрабатываемого проекта;
- включить в проект пространство для выставок современного искусства.

В шорт-лист вошло четыре архитектурных бюро: «Студия 44» Никиты Явейна, David Chipperfield Architects (Англия), MVRDV (Нидерланды) и WorkAC (США). В конкурсе победило бюро WORKac. Генеральный план подразумевал создание «города в городе» с максимальным сохранением исторической застройки острова, созданием публичного парка в его центре, и использованием сохранившихся зданий в качестве музеев, офисных помещений, галерей, резиденций и торговых площадок.
В 2014 году на основе генерального плана WorkAC голландская компания West 8, специализирующаяся на ландшафтном дизайне, разработала проект реставрации и реорганизации острова.

### Проект West 8
Основными пунктами первого этапа реставрации и реорганизации острова «Новая Голландия», который разработала голландская компания West 8, стали:
- организация, благоустройство и озеленение парка во внутреннем пространстве острова;
- реставрация и приспособление для современного использования зданий «Кузни», «Бутылки» и «Дома коменданта»;
- реставрация и благоустройство набережных Адмиралтейского канала и внутренней акватории острова «Ковша»;
- работы по прокладке сетей инженерно-технического обеспечения острова;
- работы по архитектурной подсветке парка и отреставрированных зданий;
- устройство детской площадки;
- создание травяного сада у здания «Кузни»;
- размещение временных павильонов и решений для проведения мероприятий культурной программы и необходимых функций парка.

Согласно условиям инвестиционного договора, реставрация и реконструкция должны быть завершены в 2025 году. Одновременно с проведением работ часть острова открыта для посетителей в качестве общественного пространства.

## Открытие острова для посетителей
16 июля 2011 года, впервые почти за 300 лет, Новая Голландия открылась для посетителей. Все исторические здания к этому моменту находились на реконструкции. Для посетителей был постелен натуральный газон площадью 5000 м2, а в нескольких морских контейнерах расположились магазины, кафе, галерея с проектом дизайнера Гоши Рубчинского, пункт проката спортинвентаря. Кроме того, в открытом доступе находились столы для настольного тенниса, площадки для волейбола и петанка, раскладные шезлонги, бетонная «яма» для разведения костра. Первый летний сезон закрылся 2 октября, за два с половиной месяца остров посетили 147 тысяч человек.
В таком же формате остров был открыт для посетителей летом 2012 и 2013 года. В эти годы на территории появились открытая сцена, скейт-пул, площадка для велотриала и паркура, рынок выходного дня, фуд-корт, коворкинг, книжный магазин, проходили концерты, спортивные турниры, выставки, детские лагеря и другие мероприятия. В 2012 году Новую Голландию посетили 237 тысяч человек.
С 2013 по 2016 годы остров был закрыт для посетителей. В это время проводились масштабные работы по реорганизации острова. За это время были проложены инженерно-технические сети, высажена липовая аллея, отреставрированы набережные Адмиралтейского канала и «Ковша», высажены газоны и травяной сад, построена детская площадка в форме корабля, установлены временные парковые конструкции (сцена, павильон для выставок и лекций, информационный центр, киоски для продажи еды и напитков), оборудованы подземные туалеты, проложены дорожки, начата реставрация исторических зданий. После завершения работ по благоустройству парк острова с 27 августа 2016 года стал доступен для посетителей.
В декабре 2016 года после реставрации открылось здание бывшей кузницы, в котором разместился ресторан, в апреле 2017 года — бывший дом коменданта тюрьмы (в нём начал работу центр дополнительного образования для детей «Маяк»), а в июле 2017 года — здание бывшей морской тюрьмы («Бутылка»), на трёх этажах которого расположены кафе, магазины, спортивные студии и салоны красоты. На 2020 год запланировано открытие 12-го корпуса лесных складов, выходящего фасадом на площадь Труда и Крюков канал.
Помимо парка, остров функционирует как концертная, образовательная и киноплощадка. На территории Новой Голландии ежегодно проходят концерты, кинофестивали, лекции, спортивные занятия, детские мероприятия, театральные постановки, выставки, мастер-классы и другие события. Каждый год на острове размещаются несколько арт-объектов российских и зарубежных художников. В августе 2022 в актовом зале «Дома 12» года начала функционировать городская гостиная «Сообщество» — общественное пространство, в котором можно поработать, послушать лекции, провести мероприятие.
С 2022 года на острове в холодное время года функционирует каток площадью 2 тыс. м².
В 2014 голландская архитектурная компания West 8 и компании Richter Spielgerate, ООО «АФА», ООО «Пеура» и верфь исторического судостроения «Полтава» реализовали в Петербурге на острове Новая Голландия интересный проект тематической детской площадки в виде строящегося корпуса старинного корабля на верфи.
Площадка выполнена в форме корпуса фрегата 24-пушечного ранга «Петр и Павел» практически в натуральную величину (в масштабе 80 %): 26 метров в длину и шесть метров в высоту. Внутри игрового судна — несколько уровней: по канату можно забраться на верхнюю палубу, на капитанском мостике есть штурвал и подзорная труба. Строительные леса, окружающие каркас фрегата, — это лабиринт из лазов и переходов. Спуститься на землю можно с нескольких горок разной сложности.

## Снос исторических построек
В процессе подготовки территории в августе-сентябре 2006 года были снесены многочисленные здания, не являвшиеся памятниками архитектуры, чтобы инвесторы могли строить в освободившейся «лакуне». Снос зданий вызвал споры, так как некоторые из них представляли исторический интерес: Крыловский опытовый бассейн, лаборатория, в которой работал Дмитрий Менделеев, и оборудованная в годы Первой мировой войны радиостанция, сыгравшая важную роль в информационной войне, которую вели в октябре 1917 года большевики с генералом Петром Красновым.
Позицию Комитета по государственному контролю, использованию и охране памятников истории и культуры Санкт-Петербурга (КГИОП) озвучил Борис Матвеев: «Мы освободили ансамбль Чевакинского от никак не соотносившихся с ним поздних построек, очистили территорию от лишних зданий, оставив главное, таков наш петербургский подход».
По мнению Михаила Мильчика, под руководством которого специалисты из института «Спецпроектреставрация» проводили экспертизу для КГИОП в 2005 году, экспертиза предложила не сносить лабораторию Менделеева, мастерскую опытового бассейна, корпус радиостанции, а также сделать Комендантский дом и круглую в плане тюрьму охраняемыми объектами: тюрьма, в частности, «будучи более поздним сооружением, вписалась в ансамбль».
Снос исторических зданий был отмечен международными организациями. Так, лорд Джон Норвич из английского представительства Всемирного фонда по охране памятников в своём заявлении отметил: «Вызывает большое сожаление, что недавно были разрушены радиостанция, откуда большевики объявили о своей победе в 1917 году, и лаборатория Дмитрия Менделеева. Мы поддерживаем инициативы по созданию новых зданий в Петербурге, но подчёркиваем, что этот город должен сохранить свою уникальность, если он хочет остаться тем городом, которым мы его знаем».

## Факты и легенды
- Проект каменных складов, предназначенных для хранения судостроительных материалов и инструментов, разработал Ж.-Б.-М. Валлен-Деламот. Молва утверждала, что главный руководитель строительства складов, Иоанн Герард, потерял проект зодчего в начале работы. Не желая признаваться в утрате, Герард якобы стал строить по памяти, и преуспел: осмотрев готовые строения, Валлен-Деламот не имел претензий[41]. В другом варианте анекдота[42] в коллегии нашлась копия чертежей работы Чевакинского, и Герарду пришлось эти чертежи доделывать. Чертежи Герарда были утверждены весной 1767 года.
- В начале XIX века благодаря переселению корабелов из Петербурга местность с названием Голландия появилась в Севастополе.
- В 2014 году в рамках проекта «Новая Голландия девелопмент» была предложена концепция защиты посетителей от петербургской непогоды. Авторы предложили закрыть внутренний двор стеклянной крышей[43].